# 夜明けのロゴス
「夜明けのロゴス」（よあけのロゴス）は、May'nの楽曲。May'nの12枚目のシングルとして2015年12月16日にFlyingDogから発売された。

## 概要
May'nのシングルとしては前作「ヤマイダレdarlin'」から約半年ぶりのリリースとなる。
DVD付限定盤（VTZL-102）と通常盤（VTCL-35214）の2種リリースで、限定盤には本曲のPVを収録したDVDが同梱されている。
表題曲「夜明けのロゴス」は、テレビアニメ『アクエリオンロゴス』のオープニングテーマに使用された。前オープニングテーマ同様、サウンドプロデュースは“菅野よう子”が担当。
2曲目「本当の声をあなたに預けたくて」は、テレビアニメ『アクエリオンロゴス』のエンディングテーマ。前クールでエンディングテーマを担当した“千菅春香”とのコラボレーション楽曲。
3曲目「ゼロ分のゼロ」は、オンラインRPG「ワールド エンド エクリプス」主題歌。
4曲目「コイトゲ」は、comico 秋の音楽祭2015「こいいぬ。」イメージソング。

## シングル収録曲
| #         | タイトル                                             | 作詞           | 作曲           | 編曲      | 編曲       | 時間  |
| --------- | ---------------------------------------------------- | -------------- | -------------- | --------- | ---------- | ----- |
| 1.        | 「夜明けのロゴス」                                   | Gabriela Robin | 菅野よう子     |           | 菅野よう子 | 5:42  |
| 2.        | 「本当の声をあなたに預けたくて」(featuring 千菅春香) | 東京かくれんぼ | 鈴木裕明       |           | NAOKI-T    | 3:47  |
| 3.        | 「ゼロ分のゼロ」                                     | 真名杏樹       | 溝口雅大       |           | NAOKI-T    | 4:00  |
| 4.        | 「コイトゲ」                                         | 宮嶋淳子       | イケガミキヨシ |           | 矢野博康   | 4:20  |
| 5.        | 「夜明けのロゴス (without May'n)」                   |                |                |           |            | 5:42  |
| 6.        | 「本当の声をあなたに預けたくて (Instrumental)」      |                |                |           |            | 3:43  |
| 7.        | 「ゼロ分のゼロ (without May'n)」                     |                |                |           |            | 4:00  |
| 8.        | 「コイトゲ (without May'n)」                         |                |                |           |            | 4:19  |
| 合計時間: | 合計時間:                                            | 合計時間:      | 合計時間:      | 合計時間: | 合計時間:  | 35:37 |

| #  | タイトル                        | 作詞 | 作曲・編曲 |
| -- | ------------------------------- | ---- | ---------- |
| 1. | 「夜明けのロゴス」(music video) |      |            |

## チャート
| チャート（2015年） | 最高位 |
| ------------------ | ------ |
| オリコン           | 31     |